# دنیای عجیب
دنیای عجیب (انگلیسی: Strange World) فیلم پویانمایی رایانه‌ای سال ۲۰۲۲ در ژانر ماجراجویی علمی-تخیلی است که توسط استودیو انیمیشن والت دیزنی تولید و به‌وسیلهٔ والت دیزنی پیکچرز توزیع شده‌است. این شصت و یکمین فیلم پویانمایی تولید شده توسط این استودیو است که به کارگردانی دان هال، نویسندگی کوی نگوین و تهیه‌کنندگی روی کانلی ساخته شده‌است. صداپیشگان این فیلم جیک جیلنهال، دنیس کواید، جابوکی یانگ-وایت، گبریل یونیون و لوسی لیو هستند.
دنیای عجیب در ۱۵ نوامبر ۲۰۲۲ در تئاتر ال کاپیتان به نمایش درآمد و در ۲۳ نوامبر در سینماهای ایالات متحده اکران شد. این فیلم به دلیل معرفی اولین شخصیت نوجوان علناً ال‌جی‌بی‌تی‌کیو در استودیو انیمیشن والت دیزنی مورد توجه قرار گرفت. این فیلم عموماً نقدهای مثبتی از سوی منتقدان دریافت کرد، اما بمب گیشه بود و پیش‌بینی‌ها حاکی از آن بود که به اندازهٔ ۱۹۷ میلیون دلار برای دیزنی ضرر داشته‌است.

## طرح داستان
داستان فیلم دربارهٔ خانوادهٔ افسانه‌ای کِلِیدها (Clade) است، خانواده‌ای از کاشفان که اختلافاتشان تهدیدی برای سرنگونی آخرین و حیاتی‌ترین ماموریتشان در سرزمین‌های ناشناخته و خائنانه است، زیرا موجودی در انتظار آنها است.

## بازیگران
- جیک جیلنهال در نقش سِرچِر کِلِید (Searcher Clade)، یک کشاورز؛ پسر یگر، شوهر مریدین و پدر ایثن.[۹]
- دنیس کواید در نقش یگر کلید (Jaeger Clade)، پدر سرچر و پدربزرگ ایثن.[۱۰]
- جابوکی یانگ-وایت در نقش ایثن کلید (Ethan Clade)، پسر ۱۶ ساله سِرچِر که آرزوی ماجراجویی فراتر از مزرعه پدرش را دارد و در عین حال خاطرخواهی در مدرسه خود دارد.[۱۰]
- گبریل یونیون در نقش مریدین کلید (Meridian Clade)، خلبان و رهبر، مادر ایثن و همسر سِرچِر.[۱۰]
- لوسی لیو در نقش کالیستو مال، رئیس سرزمین آوالونیا و رهبر اکتشاف در دنیای عجیب.[۱۰]

## تولید
آزمایشات فیلم در ۳۱ مهٔ ۲۰۲۱ و تولید آن در ۱ ژوئیه ۲۰۲۱ آغاز شد. این فیلم نخستین بار در ژوئیه ۲۰۲۱ با عنوان سِرچِر کِلِید معرفی شد و اعلام شد که با کارگردانی دان هال، تهیه‌کنندگی روی کانلی و نویسندگی کی نگوین ساخته خواهد شد. این سه نفر با هم روی فیلم رایا و آخرین اژدها (۲۰۲۱) کار کردند. نام این فیلم در دسامبر ۲۰۲۱ به دنیای عجیب تغییر داده شد. به گفتهٔ هال، دنیای عجیب اشاره‌ای به مجلات زرد است—داستان‌های محبوب نیمهٔ اول قرن بیستم که روی کاغذهای کاهی ارزان‌قیمت چاپ می‌شدند. هال گفت که «در دوران کودکی عاشق خواندن شماره‌های قدیمی این مجله‌ها» بوده و آن‌ها «الهام‌بخش بزرگی برای دنیای عجیب بوده‌اند.»
جیک جیلنهال در ۸ ژوئن ۲۰۲۲، پس از انتشار تریلر به عنوان صدای سرچر کلید معرفی شد.
دیگر بازیگران اصلی فیلم در ۱۷ ژوئن ۲۰۲۲ در جشنواره فیلم انسی فرانسه معرفی شدند، از جمله جابوکی یانگ-وایت در نقش ایثن، گبریل یونیون در نقش مریدین، لوسی لیو در نقش کالیستو مال و دنیس کواید در نقش یگر.

## بازاریابی
نخستین نگاه این فیلم در ۹ دسامبر ۲۰۲۱ منتشر شد. مکس آوری از /فیلم گفت که این تصویر «بسیار به آواتار، یا حداقل به بخش پاندورا از قلمرو جانوران دیزنی شباهت دارد.» تریلر فیلم در ۶ ژوئن ۲۰۲۲ منتشر شد. پترانا رادولوویچ برای پولیگان احساس کرد که این فیلم «ادای احترامی به فیلم‌های علمی تخیلی» و مشابه رایا و آخرین اژدها است، و گفت: «قطعاً به نظر می‌رسد که این فیلم نسبت به موزیکال‌های فانتزی دیگر دیزنی بیشتر به اکشن تمایل دارد».

## انتشار
دنیای عجیب در ۱۵ نوامبر ۲۰۲۲ در تئاتر ال کاپیتان واقع در هالیوود، لس آنجلس به نمایش درآمد. به دنبال این افتتاحیه، فیلم در ۲۳ نوامبر ۲۰۲۲ به صورت سینمایی در ایالات متحده اکران شد.
به دلیل مخالفت دیزنی با مقررات محلی در مورد دریچه‌های تئاتری، این شرکت در ۸ ژوئن ۲۰۲۲ اعلام کرد که دنیای عجیب در فرانسه به صورت سینمایی اکران نخواهد شد و در عوض پس از اکران در سینما مستقیماً از طریق دیزنی پلاس آن منطقه منتشر خواهد شد.